# Lene Tiemroth
Lene Tiemroth, née le 16 juillet 1943 à Copenhague (Danemark) et morte le 3 novembre 2016, est une actrice danoise.

## Biographie
Tiemroth naît à Copenhague, au Danemark, fille des acteurs Edvin Tiemroth (da) et Clara Østø (da). Elle est diplômée de l'école du Théâtre royal danois en 1966. Elle s'affilie brièvement au Det Ny Teater avant de se rendre aux États-Unis pour tenter sa chance. Très jeune, elle a un enfant avec l'acteur Kjeld Nørgaard (da).
Elle joue dans de nombreux lieux, notamment au Gladsaxe Teater (da), au Det Danske Teater (da) et au Husets Teater (da). Parmi les nombreuses pièces dans lesquelles elle a joué, figurent Hedda Gabler, Electra, Cabaret, Macbeth, Oncle Vania, L'Opéra de quat'sous, Faderen et Glasmenageriet. Pendant plusieurs années, elle enseigne à l'École nationale danoise de théâtre et de danse contemporaine et est assistante à la mise en scène à la télévision.
À la télévision, elle fait partie de En by i provinsen (da) et Rejseholdet (da).
En 2001, elle reçoit le prix Bodil de la meilleure actrice dans un second rôle pour son implication dans Italian for Beginners. Elle meurt le 3 novembre 2016 à l'âge de 73 ans.

## Filmographie partielle

### Au cinéma
- 1966 : Pigen og greven (da) : Susanne Hansen
- 1967 : Det blå billede (da) :
- 1968 : Det var en lørdag aften (da) : Gudrun
- 1971 : Deadline (da) : Jørgens kone Anne
- 1976 : Normannerne (da) : Trælkvinde, der ofres
- 1983 : Forræderne (da) : Ida Bunken
- 1987 : Hip hip hurra! : Elsie
- 2000 : Italian for Beginners (Italiensk for begyndere) : Karen's Mother
- 2003 : Tvilling (da) : Gunilda
- 2003 : Manden bag døren (da) : Dommer
- 2004 : Afgrunden (da) :
- 2004 : Den gode strømer (da) : Bitten
- 2005 : Den rette ånd (da) : Fru Rasmussen
- 2006 : L'Art de pleurer en chœur (Kunsten at græde i kor) : Psykiater
- 2007 : Cecilie (da) : G. Simonsen
- 2007 : Hvordan vi slipper af med de andre (da) : Gerda

## Récompenses et distinctions
- (en) Lene Tiemroth: Awards, sur l'Internet Movie Database